# 光华门

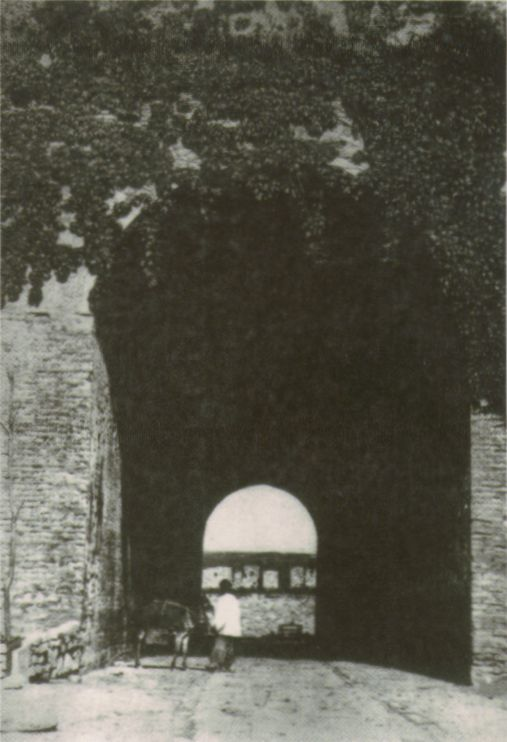
1889年的正阳门

光华门（原正阳门）是南京城墙上明代所开的13个城门之一。正阳门是南京南城墙三座城门中，最靠东的一座，西面距通济门1450米，东北面距朝阳门2590米。明初，从通济门接原有城墙，向东延伸段城墙的中间位置上，开辟了正阳门。
作为京城的正门，正阳门并不在南京城的正南方，而是明显偏于东南。这是由于朱元璋在扩建南京城时，保留了南唐以来的金陵城及其西、南两面城墙和东城墙的南段，新扩展的城区分别位于京城的东部和西北部，使得扩展后的整个京城呈不规则形状。在新扩展的城区东部，修建了宫城和皇城，并形成一条纵贯城东的南北中轴线：正阳门是南端的起点，向北分别是洪武门、外五龙桥（跨外御河）、皇城正门承天门、端门、宫城正门午门、内五龙桥（跨内御河）、奉天门、奉天殿、华盖殿、谨身殿、乾清宫、交泰宫、坤宁宫、北安门。
正阳门虽然是京城的正门，城楼高大，设有瓮城；但在南京城的13个城门中，规格并非最高：聚宝门、通济门和水西门分别都有三道瓮城，四道城门。
正阳门前面的护城河非常宽阔，现在称为月牙湖。正阳门外跨护城河的桥梁名为夔脚桥。

## 历史
1911年辛亥革命期间，江浙联军从这里攻打南京。1931年，为纪念江浙联军攻克南京，将正阳门改名为光华门。

### 光华门争夺之战（1937年12月）
1937年12月9日拂晓，日军第9师团胁坂部队趁5师87师换防，抢占光华门外的大校场和通光营房，随后连续数日，日军飞机、野山炮和坦克不停地猛烈轰击光华门。城楼被炸飞，80米段的城垛被炸平。10日下午5时，日工兵第9大队在对光华门东南角残墙实施爆破，日军百余人从被击穿倒塌的城门沙袋掩体工事中冲入光华门，胁坂36联队伊藤善光少佐将太阳旗插在南京城头。光华门成为最先被日军突破的地点。消息传回日本，日本立刻举国若狂。担任光华门防务的中国守军，以大量集束手榴弹、机枪和步枪与日军展开激战，在短短数小时内整连整营编制的中国官兵大批伤亡，终于夺回城门、堵住城墙缺口。中国军人又将汽油桶抛下，纵火焚烧据守在城门洞里的日军。12日，光华门再度被日军突破，被守军谢承瑞团长亲率战士用十余挺机枪的火力，将第二次入城的日军悉数歼灭，并用沙袋重新堵塞缺口。当夜，中国守城部队撤退，胁坂第36联队占领了残破的光华门。
光华门是日军攻打南京时战斗最激烈、伤亡最大的一座城门。日本方面对南京光华门争夺战印象颇深，日军占领南京以后，日军在光华门外城墙下树立墓标，凭吊战死者，还在光华门一侧书写“和平”两个大字。还组织有关材料编成军事教材广为宣传。光华门是朝香宫鸠彦王等日本军政要员到南京参观、巡视、凭吊的必选之地。光华门作为“战绩”保存，原状保护，没有进行修复。抗战结束后，国民政府南京市工务局修补了被日军炸毁的城墙豁口。

## 现状
1955年－1962年间，光华门周边的居民和工人为建造房屋，拆走了大量的城砖，致使这个城门和两侧的城墙被毁。但光华门仍作为地名和公交车站名称使用，一般指原光华门内御道街、大光路、光华东街十字路口，以及光华门门外光华路（石门坎）、大明路附近一带。
2006年10月20日，在光华门西侧的一处工地，挖掘出数座不同时代的古墓，和一段明城墙的墙基。这段明城墙遗址将原址保护。

## 交通

### 公共汽车
南京公交
| 光华门  | 光华门       | 光华门 | 光华门          | 光华门                                         |
| 编号    | 路线         | 路线   | 路线            | 备注                                           |
| ------- | ------------ | ------ | --------------- | ---------------------------------------------- |
| Y4      | 银城东苑     | ⇆      | 新街口西        | 原 804                                         |
| 4       | 银城东苑     | ⇆      | 新街口西        |                                                |
| 27      | 南京南站     | ⇆      | 新街口南        | 经江宁区东山街道                               |
| 29      | 杨庄         | ⇆      | 长江路·估衣廊   |                                                |
| 82      | 泰山路总站   | ⇆      | 石杨路·江南明珠 |                                                |
| 90      | 定林总站     | ⇆      | 光华门          | 经农副产品物流中心东、石杨路·沧麒路；原 瑞沧线 |
| 90区间  | 定林总站     | ⇆      | 光华门          | 经南理工科技园、牌楼                           |
| 118     | 兴卫村       | ⇆      | 观门口南        |                                                |
| 202     | 雨花台南大门 | ⇆      | 灵谷寺公园      | 原 游2                                         |
| 202区间 | 雨花台南大门 | ⇆      | 理工大          |                                                |

江宁公交
| 光华门 | 光华门       | 光华门 | 光华门 | 光华门 |
| 编号   | 路线         | 路线   | 路线   | 备注   |
| ------ | ------------ | ------ | ------ | ------ |
| 708    | 东山总站西门 | ⇆      | 瑞金路 | 原 D8  |

### 地铁（建设中）
南京地铁5号线、  6号线光华门站建设中